# Kamino
Vous lisez un « bon article » labellisé en 2021.
Astre fictif apparaissant dans
Star Wars.
Kamino est une planète-océan de l’univers de fiction Star Wars. Située en dehors de la Galaxie, cette planète orbite autour de l'étoile homonyme. Il s'agit du monde d'origine des soldats clones.
Bien qu'elle soit entièrement recouverte d'eau, Kamino est la planète d'origine d'une espèce intelligente, les kaminoens. Ils sont réputés pour la qualité des clones qu'ils produisent et fournissent à la République galactique.
Apparue principalement dans le film L'Attaque des clones, la planète est générée en grande partie par images de synthèse.
En plus du film, Kamino est représentée dans les séries télévisées The Clone Wars, The Bad Batch, Le Livre de Boba Fett, dans les mises en roman du film dans lequel elle apparaît, ainsi que dans plusieurs romans, jeux vidéo et bandes dessinées.

## Contexte
L'univers de Star Wars se déroule dans une galaxie qui est le théâtre d'affrontements entre les Chevaliers Jedi et les Seigneurs noirs des Sith, personnes sensibles à la Force, un champ énergétique mystérieux leur procurant des pouvoirs psychiques. Les Jedi maîtrisent le Côté lumineux de la Force, pouvoir bénéfique et défensif, pour maintenir la paix dans la galaxie. Les Sith utilisent le Côté obscur, pouvoir nuisible et destructeur, pour leurs usages personnels et pour dominer la galaxie.

## Géographie

### Situation spatiale et topographie
Kamino se situe au-delà de la Bordure extérieure, et même de la Galaxie. En effet, cette planète possède la particularité de se trouver dans le Dédale de Rishi (à son sud plus précisément), une des deux galaxies satellites de celle de la saga,.
Durant les événements des films, la planète est intégralement couverte d'un océan. Toutefois, elle connaît auparavant un climat glaciaire extrême. Les glaciers fondent brutalement et, après fusion de l'eau, un océan se forme, modifiant à tout jamais le paysage.

### Formes de vie

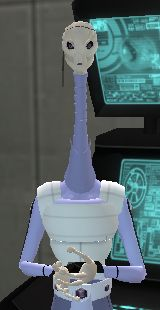
Représentation 3D d'une kaminoene.

Des formes de vie intelligentes et animales vivent sur Kamino. La seule espèce intelligente de la planète est le kaminoen. Les kaminoens ont une silhouette élancée, avec un cou très long (quoique composé, comme celui des humains, de sept vertèbres), ce qui leur donne une hauteur de plus de deux mètres. Ils sont nyctalopes et voient dans l'ultraviolet. Les mâles ont une petite crête,.
Parmi les animaux de la planète, les aiwhas sont utilisés par les kaminoens pour se déplacer au sein de la planète. En effet, les ailes spongieuses des aiwhas leur permettent de se déplacer aussi bien sous l'eau que dans les airs. Ils se nourrissent de plancton marin, mais aussi de plancton aérien.

### Installations
La capitale de Kamino est Tipoca City. Contrairement à l'extérieur constamment pluvieux de la planète, les couloirs de Tipoca City sont d'un blanc étincelant. Ce blanc pour l'œil humain est vu en couleurs ultraviolettes par les kaminoens. Cette capitale politique devient aussi une installation de clonage, et même une base militaire.

## Univers officiel

### Avant la guerre des clones
Kamino s'impose progressivement dans la Galaxie comme un monde exportateur de clones sur commande. Les kaminoens en fournissent notamment à la planète minière de Subterrel. Toutefois, leurs divers accords restent mineurs, leur renommée n'atteint pas les mondes du Noyau.
En 32 av. BY, le Jedi Sifo-Dyas commande une armée clone sur Kamino pour servir la République et l'ordre Jedi. Sous les ordres de son maître Dark Sidious, le comte Dooku, un Sith, tue Sifo-Dyas et prend en charge le projet. Il sélectionne le chasseur de primes Jango Fett comme modèle aux dizaines de milliers de clones à créer. Les coordonnées de Kamino sont effacées des archives Jedi, afin d'en assurer le secret. Ainsi, les Jedi n'ont pas connaissance de la planète et du projet d'armée pendant plusieurs années,,,.
En plus de l'armée clone, les kaminoens produisent sur Kamino deux clones de Jango Fett particuliers : Alpha, plus connu sous le nom de « Boba Fett » et Omega. Ces clones ne sont pas destinés à servir l'armée de la République galactique, et ne vieillissent pas aussi vite que les autres clones, mais normalement. Ils restent alors sur Kamino un certain temps.
Dix ans plus tard, le Jedi Obi-Wan Kenobi découvre Kamino et par conséquent l'armée clone, alors qu'il poursuit Jango Fett, qui semble avoir tenté d'assassiner la sénatrice républicaine Padmé Amidala. Un ami d'Obi-Wan, Dexter Jettster, lui a alors plus tôt expliqué que l'arme du chasseur de primes provenait de ce monde inconnu. Il se rend chez les Fett, et Boba l'accueille avant que Jango ne vienne à sa rencontre. Sachant qu'il est découvert, Jango fuit Obi-Wan après une confrontation entre les deux, mais celui-ci réussit à installer sur le vaisseau Slave I de Fett une balise,,. La guerre des clones débute peu après par la bataille de Géonosis durant laquelle Jango décède.

### Guerre des clones
Pendant la guerre des clones, Kamino continue d'être le lieu de création et d'entraînement des soldats clones. Par conséquent, la Confédération des systèmes indépendants, ennemie de la République galactique à laquelle sert l'armée, lance un assaut contre Tipoca City. Des vaisseaux Trident attaquent alors la ville-laboratoire en sortant de la mer. Durant cette bataille, des clones non adaptés au combat donc affectés sur Kamino sont tués,.
Toutefois, l'échantillon d'ADN de Jango Fett utilisé pour la production de l'armée se détériore. Or, Jango Fett mort, Kamino risque de ne plus pouvoir produire de soldat clone pour la République. Les kaminoens, détenteurs d'un précieux secret, doivent alors prouver que les installations de la planète sont encore utiles.

### Après la guerre des clones
La République galactique devient l'Empire galactique à la fin de la guerre des clones. Kamino, qui produisait jusque-là l'armée clone, est considérée comme moins utile, la guerre finie. L'amiral Tarkin se déplace alors sur Kamino pour expliquer au Premier Ministre kaminoen Lama Su que les accords commerciaux entre la République et Kamino ne sont plus valables avec la proclamation de l'Empire, qui souhaite produire son armée à moindre coût,. 
Dans le même temps, une unité de clones déviants, le Bad Batch, quitte son monde natal, Kamino, après s'y être rendue après que l'ordre d’exécution des Jedi a été ordonné. L'un d'eux, Crosshair, reste sur Kamino et s'allie à l'Empire. Progressivement, clones et kaminoens sont supprimés par le nouveau gouvernement, et les clones du Bad Batch doivent se cacher et fuir l'Empire,. Ils reviennent toutefois peu après sur Kamino pour récupérer Omega, une autre clone déviante, et la sauver de l'Empire en l'emmenant avec eux à Saleucami, chez un autre clone déserteur, Cut. Le chasseur de primes Cad Bane est alors engagé par les kaminoens pour ramener Omega sur Kamino.
Par la suite, le Bad Batch est attiré sur Kamino, mais refuse de s'allier à l'Empire. Sous ordre de l'amiral Rampart, les installations kaminoenes et notamment la capitale Tipoca City sont bombardées par trois croiseurs interstellaires de l'Empire. Cela permet alors de conserver les compétences kaminoenes dans la génétique secrètes, détenues uniquement par l'Empire, et d'éliminer des alliés qui pourraient devenir de dangereux ennemis. Parmi les personnes présentes dans Tipoca City lors de sa destruction, seuls les clones du Bad Batch réchappent. Le membre du Bad Batch Crosshair, qui a choisi le camp impérial, reste sur Kamino seul tandis qu'il demande aux autres de quitter les lieux. En outre, à l'instar de l'experte en clonage Nala Se, qui est exfiltrée par l'Empire après ce génocide, un autre kaminoen réussit à survivre à la destruction de Tipoca City, à savoir l'ancien Premier Ministre Lama Su qui fut envoyé en détention sur Coruscant. Lorsque le docteur Royce Hemlock arriva sur le Mont Tantiss pour superviser le projet de clonage, il essaya de convaincre Nala Se emprisonnée de coopérer avec l'Empire. Toutefois, celle-ci fut réticente à l'idée de transmettre ses connaissances sur le clonage, Hemlock décida donc de ramener Lama Su sur Tantiss pour poser un ultimatum à la scientifique : rejoindre le projet de clonage de l'Empire en échange de la libération d'Omega,,,,.

## Univers Légendes
À la suite du rachat de la société Lucasfilm par The Walt Disney Company, tous les éléments racontés dans les produits dérivés datant d'avant le 26 avril 2014 ont été déclarés comme étant en dehors du canon et ont alors été regroupés sous l’appellation « Star Wars Légendes ».

### Avant l'Empire
L'existence de Kamino et des cloneurs kaminoens est enlevée des bases de données galactiques avant 32 av. BY. Ainsi, dix ans plus tard, peu de personnes connaissent Kamino. Le Jedi Sifo-Dyas demande la production d'une armée clone d'échelle galactique, ce qui représente leur accord commercial le plus important en termes de bénéfices. Un certain Tyrannus fournit le modèle, Jango Fett, aux kaminoens et donne des instructions. En dix ans, les kaminoens créent l'armée commandée. Au début, 200 000 clones sont prêts à l'utilisation, mais les kaminoens en préparent un million en parallèle. La guerre des clones peut alors commencer.
Pendant la guerre des clones, les kaminoens ne peuvent plus rester à l'écart de la politique galactique, comme le premier ministre Lama Su tente de le faire. Kamino produit encore des clones pour l'armée républicaine, mais l'usage qui en est fait n'intéresse pas les kaminoens. La planète est, du fait de son activité, visée par plusieurs attaques séparatistes. L'une d'elles mène à une bataille spatiale entre le peuple des Mon Calamaris et la République galactique aidée des Jedi. Les Mon Calamaris sont en effet convaincus que la destruction des installations de clonage accélèrerait la fin de la guerre des clones. La bataille s'achève après le décès du commandant mon calamari, Merai. 
Alors que son importance est cruciale, la kaminoene Ko Sai, qui se charge de la conception des clones, quitte Kamino, ce qui amène plusieurs personnes à la rechercher.

### Sous l'Empire
Après la défaite de la Confédération des systèmes indépendants face à la République et le remplacement de celle-ci par un Empire galactique, Kamino continue de produire des clones, et même encore plus intensivement. Comme sur d'autres planètes, une résistance se forme sur Kamino ; un groupe de kaminoens crée des clones particuliers. Ceux-ci n'obéissent pas à l'Empire, mais à leurs créateurs. Environ dix ans plus tard, l'Empire découvre le complot et envoie la 501e légion guidée par le clone Boba Fett vaincre cette résistance à Tipoca City. La victoire impériale ne laisse aucun survivant. L'Empire commence à engager des humains au lieu de se limiter aux clones à la suite de cette bataille.
De son côté, le Sith Dark Vador se rend sur Kamino six mois après la mort de son ancien apprenti Starkiller. Il tente de le cloner. Le clone de Starkiller qu'il conçoit se retourne contre lui et quitte Kamino. Il revient plus tard sur la planète, où il doit faire face à son maître accompagné d'une armée de clones de Starkiller comme lui. Il les vainc tout mais décide d'épargner Dark Vador.

## Concept et création
Le choix de faire des couloirs de la capitale de la planète, Tipoca City, un lieu blanc immaculé trouve notamment deux explications. D'abord, le contraste avec les autres mondes de la saga, la monotonie de cette nouvelle planète, permet de renforcer la démarcation entre les planètes de la Galaxie montrées dans les films et le monde reculé, hors Galaxie, qu'est Kamino. Ensuite, le blanc permet aussi d'ajouter un indice à la transition vers l'Empire galactique, avec ses stormtroopers blanc brillant.
Dans la scène de visite des laboratoires de Kamino du film L'Attaque des clones, Ewan McGregor, l'interprète d'Obi-Wan Kenobi, est filmé seul sur fond bleu. L'environnement et les kaminoens sont ajoutés numériquement en postproduction.

## Adaptations

### Jeux vidéo
Kamino apparaît dans les jeux Star Wars: Battlefront et Star Wars: Battlefront II sortis respectivement en 2004 et 2005. Dans ce dernier, le joueur incarne un soldat de la 501e légion qui vient mâter une poche de résistance sur Kamino.
Aussi sorti en 2005, le jeu Star Wars: Republic Commando commence sur Kamino. En effet, le joueur incarne un commando clone de l'armée de la République, qui commence son entraînement sur sa planète natale dans un premier temps. Dans Star Wars : Le Pouvoir de la Force II de 2010, le jeu commence aussi sur Kamino. En outre, il se termine sur la même planète.
Dans Star Wars: Battlefront II, Kamino est, le 22 mai 2019, après Géonosis et Kashyyyk, la troisième planète ajoutée au mode Suprématie Capitale, un mode de jeu qui met en scène une bataille entre deux équipes de trente-deux combattants, dont vingt joueurs par équipe,.

### Figurines
Lego a produit des figurines sphériques séparables en deux hémisphères pour quelques planètes de Star Wars. Celle de Kamino est sortie en 2013 sous le numéro 75006 « Jedi Starfighter & Planet Kamino », elle est vendue avec une figurine d'un intercepteur Jedi et une du droïde R4-P17.

## Réception
Kamino, avec son apparition dans The Bad Batch, voit un intérêt pour cette planète resurgir. En effet, alors que le retour de Palpatine sur Exegol est montré dans L'Ascension de Skywalker, il est pour certains sites Internet possible que l'explication de son retour dans un corps de clone provienne des laboratoires de génétique de Kamino, ce qui formerait un lien entre The Bad Batch, The Mandalorian et L'Ascension de Skywalker,,.
Kamino représente aussi la prélogie. Sa place importante dans cette trilogie, celle de foyer de l'armée clone qui joue un rôle central dans L'Attaque des clones, The Clone Wars et La Revanche des Sith, explique que la planète et sa trilogie soient intimement liées. Ainsi, la destruction des installations kaminoenes dans The Bad Batch est vue comme la vraie conclusion de la prélogie par certains sites,.

## Analyse

### Analyse littéraire
Kamino rappelle certes principalement le Déluge, mais elle peut également être interprétée comme une référence à l'Olympe grecque. En effet, sa position, située au-delà de la Bordure extérieure, c'est-à-dire du monde connu, la représente presque comme un domaine divin inaccessible. Ainsi, à l'instar de Prométhée qui se rend à l'Olympe à la découverte d'un secret des dieux dans la mythologie grecque, Obi-Wan Kenobi se rend sur Kamino et y trouve les kaminoens, par ailleurs semblables à des êtres mythiques du fait de leur apparence. Cette planète est alors assimilable à un lieu quasiment divin, où l'on est capable de créer même la vie.

### Analyse scientifique
L'existence de Kamino est selon des scientifiques possible. En effet, il faudrait simplement ajouter l'eau d'un autre océan sur Terre pour cela. En revanche, une planète océanique aurait en réalité plus de chances d'exister s'il s'agissait d'une géante gazeusede la taille de Neptune proche d'une étoile. Son atmosphère gazeuse s'échapperait alors, et il ne resterait que la partie liquide en surface,. Il existe par ailleurs d'autres possibilités. Une planète assez éloignée de son étoile pour qu'il fasse assez froid pour que l'eau passe de gazeuse à liquide deviendrait océanique. Le contraire fonctionnerait aussi : chauffer l'intérieur d'une planète pour faire remonter l'eau stockée et en faire de l'eau liquide.
Des exoplanètes de l'Univers réelles sont parfois dans une situation comparable à celle de Kamino, sans que la présence d'eau liquide ne puisse être attestée. Ainsi, selon la NASA, Kepler-22b a des chances d'être recouverte d'un océan, si ce n'est pas une géante gazeuse,. Une autre exoplanète serait aussi probablement océanique. Il s'agit de Gliese 1214 b,.
La vie sur Kamino est aussi étudiée avec une approche scientifique. Cette faune semble intégralement aquatique, même pour les ancêtres des kaminoens. En effet, la crête des kaminoens mâles peut être interprétée comme un vestige d'aileron. Leur long cou rappelle par ailleurs celui des plésiosaures. Toutefois, ils semblent posséder des poumons, ou peut-être un système de respiration amphibie. La monture des kaminoens, les aiwhas, est un cétacé. Leurs ailes ressemblent d'ailleurs à celles des raies, à la différence près que celles des aiwhas permettent un envol de plusieurs minutes de durée,.